# José Ventura de Aguirre Solarte
José Ventura de Aguirre-Solarte Iturraspe (Lequeitio, 3 de septiembre de 1793 - París, 15 de abril de 1842) fue un comerciante, banquero y político español.
De joven, marchó a Perú y Chile, donde consiguió una notable fortuna. De regreso a Europa se estableció en Reino Unido después de casarse con Ceferina Alcibar Guizaburuaga, y desde allí se dedicó a la importación y exportación de productos desde y hacia los puertos del País Vasco, sobre todo vino y lana, junto con José Luis Uribarren. Operaba a través de la firma Aguirrebengoa, fils & Uribarren (establecida en Burdeos y París), con la que también realizaba operaciones de compra de deuda pública e inversiones de capitales en empresas europeas, gracias a los fondos repatriados de grandes fortunas desde Latinoamérica debido al proceso de independencia de los distintos países sudamericanos. Fue elegido procurador en las Cortes en 1834 y 1836, y designado ministro de Hacienda con Francisco Javier Istúriz en 1836, aunque renunció al poco tiempo para seguir dedicándose a las actividades privadas. Figuró desde 1833 en la lista de los mayores contribuyentes de España.
| Predecesor: Juan Álvarez Mendizábal | Secretaría de Estado y del Despacho Universal de Hacienda 1854 | Sucesor: Mariano Egea |